# Myles Stoesz
Myles Stoesz (né le 15 février 1987 à Steinbach dans la province du Manitoba au Canada) est un joueur professionnel de hockey sur glace évoluant à la position d'ailier gauche.

## Carrière
Stoesz joue au niveau junior de 2003 à 2007 dans la Ligue de hockey de l'Ouest pour les Chiefs de Spokane, les Bruins de Chilliwack et les Pats de Regina. Il est réclame par les Thrashers au septième tour lors du repêchage de 2005.
Il devient joueur professionnel en 2007 se joignant alors à l'équipe affiliée aux Thrashers dans l'ECHL, les Gladiators de Gwinnett.
Le 2 mars 2009, les Thrashers l'envoient ainsi que le défenseur Niclas Hävelid aux Devils du New Jersey en retour d'Anssi Salmela.

## Statistiques
| Saison    | Équipe                 | Ligue |    | Saison régulière | Saison régulière | Saison régulière | Saison régulière | Saison régulière |   | Séries éliminatoires | Séries éliminatoires | Séries éliminatoires | Séries éliminatoires | Séries éliminatoires |
| Saison    | Équipe                 | Ligue | PJ | B                | A                | Pts              | Pun              | PJ               | B | A                    | Pts                  | Pun                  |                      |                      |
| 2003-2004 | Chiefs de Spokane      | LHOu  | 43 | 1                | 1                | 2                | 133              | 0                | 0 | 0                    | 0                    | 0                    |                      |                      |
| 2004-2005 | Chiefs de Spokane      | LHOu  | 67 | 1                | 8                | 9                | 238              |                  |   |                      |                      |                      |                      |                      |
| 2005-2006 | Chiefs de Spokane      | LHOu  | 56 | 0                | 2                | 2                | 260              |                  |   |                      |                      |                      |                      |                      |
| 2006-2007 | Bruins de Chilliwack   | LHOu  | 40 | 3                | 2                | 5                | 135              |                  |   |                      |                      |                      |                      |                      |
| 2006-2007 | Pats de Regina         | LHOu  | 29 | 4                | 2                | 6                | 89               | 9                | 0 | 0                    | 0                    | 21                   |                      |                      |
| 2007-2008 | Gladiators de Gwinnett | ECHL  | 64 | 4                | 2                | 6                | 291              | 1                | 0 | 0                    | 0                    | 0                    |                      |                      |
| 2008-2009 | Gladiators de Gwinnett | ECHL  | 43 | 4                | 3                | 7                | 158              |                  |   |                      |                      |                      |                      |                      |
| 2008-2009 | Devils de Trenton      | ECHL  | 10 | 0                | 0                | 0                | 30               | 3                | 0 | 0                    | 0                    | 9                    |                      |                      |
| 2009-2010 | Devils de Trenton      | ECHL  | 19 | 4                | 2                | 6                | 97               |                  |   |                      |                      |                      |                      |                      |
| 2009-2010 | Devils de Lowell       | LAH   | 35 | 1                | 1                | 2                | 148              |                  |   |                      |                      |                      |                      |                      |
| 2010-2011 | Devils de Trenton      | ECHL  | 37 | 1                | 3                | 4                | 165              |                  |   |                      |                      |                      |                      |                      |
| 2010-2011 | Devils d'Albany        | LAH   | 7  | 0                | 0                | 0                | 30               |                  |   |                      |                      |                      |                      |                      |
| 2011-2012 | Titans de Trenton      | ECHL  | 7  | 1                | 0                | 1                | 21               |                  |   |                      |                      |                      |                      |                      |
|           | Devils d'Albany        | LAH   | 15 | 1                | 0                | 1                | 75               |                  |   |                      |                      |                      |                      |                      |